# Агатенбург
Агатенбург (нем. Agathenburg) — община в Германии, в земле Нижняя Саксония.
Входит в состав района Штаде. Подчиняется управлению Хорнебург. Население составляет 1154 человека (на 31 декабря 2010 года). Занимает площадь 11,32 км².